# Ishaq bin Mohammed al-Birzali
 (septembre 2019).
Ishaq ibn Mohammed al-Birzali (1042-1050) il était le troisième émir de la taïfa de Carmona de la dynastie berbère des Banu Birzal en al-Andalus, pendant de la première période de taïfas.

## Bioghraphie
Isaac a succédé à son père Mohammed bin Abdullah sur le trône de Carmona en 1042, après que son père a été tué dans une embuscade préparée par al-Mutadid bin Abbad. En 1047, Ishaq avec Mohammed ibn Nuh Izz al-Dawla, de Maourour, Abdoun bin Khazrun, de Arcos et Badis ben Habus, de Grenade, ont soutenu Muhammad ibn al-Qasim al-Mahdi et lui ont revendiqué le trône de Malaga. Ils réussissent à l'enlever. En 1050, Isaac envoya des forces dirigées par son fils al-Izz pour soutenir son allié al-Muzaffar ibn al-Aftas dans son combat avec al-Mutaddad ibn Abbad, mais l'armée d'Ibn al-Aftas fut vaincue et entraîna la mort d'al-Izz Ibn. Ishaq était profondément attristé par la perte de son fils. Il s'éloigna donc de son pouvoir et abdiqua son trône à son frère, al-Aziz.